# Vanity Label
Als Vanity Label werden Plattenlabels bezeichnet, auf denen hauptsächlich Künstler veröffentlichen, die schon erfolgreich Tonträger verkauft haben. Vanity Labels sind stets einem Mutterlabel zugeordnet. So haben sie den Vorteil künstlerischer Freiheit, da die Finanzierung von Produktion und Vertrieb der Tonträger das übergeordnete Label übernimmt. Ferner werden Vanity Labels von den Betreibern genutzt, um befreundete Musiker oder Bands bekannt zu machen.

## Beispiele
Einige der bekanntesten Vanity Labels: 
- Apple Records (The Beatles)
- Maverick Records (Madonna)
- Nothing Records (Trent Reznor)
- Grand Royal (Beastie Boys)
- Attack Records (Morrissey)